# Pedro Obiang
Pour les articles homonymes, voir Obiang.
Pedro Mba Obiang Avomo, né le 27 mars 1992 à Alcalá de Henares, est un footballeur équato-guinéen qui joue au poste de milieu de terrain à l'AC Monza.

## Biographie
Pedro Obiang est né à Alcala de Henares en Espagne de parents équatoguinéens.
Il est convoqué en équipe du Gabon junior pour le match contre la Chine en novembre 2011.
Il fit parler de lui dans les médias lors du mercato d'hiver 2016/2017 après avoir exclu Dimitri Payet du groupe WhatsApp de l'équipe de WestHam, ce qui montra les liens brisés entre Payet et les autres joueurs du groupe londonien.
Connu notamment pour avoir marqué un but d'une frappe superpuissante des 27 mètres face aux Tottenham Hotspurs (1-1), au Stade Wembley, à Londres.

## Palmarès
US Sassuolo
- Championnat d'Italie de Serie B
  - Champion en 2025[3]